# Luis Aurelio Álvarez
Luis Aurelio Álvarez Martínez (Buenos Aires, 8 de marzo de 1916 - Gijón, 1996) fue un escritor español de la Generación de la posguerra que cultivó la poesía.

## Trayectoria
Hijo de emigrantes asturianos, nace en Buenos Aires en 1916, pero al año su familia se traslada a Asturias. Vivió en Mieres, Oviedo y Gijón, ciudad en la que muere en 1996. Fue graduado social y trabajó de administrativo en la histórica UNINSA. 
Fue miembro del Real Instituto de Estudios Asturianos, colaboró habitualmente en la prensa regional y ganó bastantes premios literarios. Casado con la también poeta en asturiano Florina Alías.
Es autor Luis Aurelio de Exaltación del Trabajo en la lírica Bable, Trabajo y Poesía, Cancionines de Asturies y Guía poética de Mieres, donde incluye el poema en asturiano “La quintana perdía”, después recogido en la Antología del Bable.
La temática de raíz popular, el verso alegre y bien medido, la "señardá", la limpieza y la suavidad del asturiano que emplea son característicos de los poemas de Luis Aurelio.

## Obra
- Cancionines de Asturias (1948) / por Luis Aurelio Álvarez; prólogo, G. Oliveros (Ago); epílogo Constantino Cabal — 2ª ed. —Oviedo, La Nueva España, 1961.
- Xente de casa : Cien asturianos de hoy / Luis Aurelio Álvarez y Florina Alías ; prólogo, Emilio Alarcos Llorach; epílogo, Francisco Aguilar y Paz. . — Oviedo : [s.n.], 1974 (Ensidesa).